# Saint-Maur (België)
Saint-Maur is een dorp in de Belgische provincie Henegouwen, en een deelgemeente van de Waalse stad Doornik. Saint-Maur was een zelfstandige gemeente, tot die bij de gemeentelijke herindeling van 1977 toegevoegd werd aan de stad Doornik.

## Bezienswaardigheden
- De Sint-Mauruskerk (Église Saint-Maur), een neogotische kerk in Doornikse steen, gebouwd nadat de 19e-eeuwse voorganger in 1918 werd verwoest.
- Op het kerkhof van Saint-Maur ligt het graf van een Britse gesneuvelde uit de Eerste Wereldoorlog.

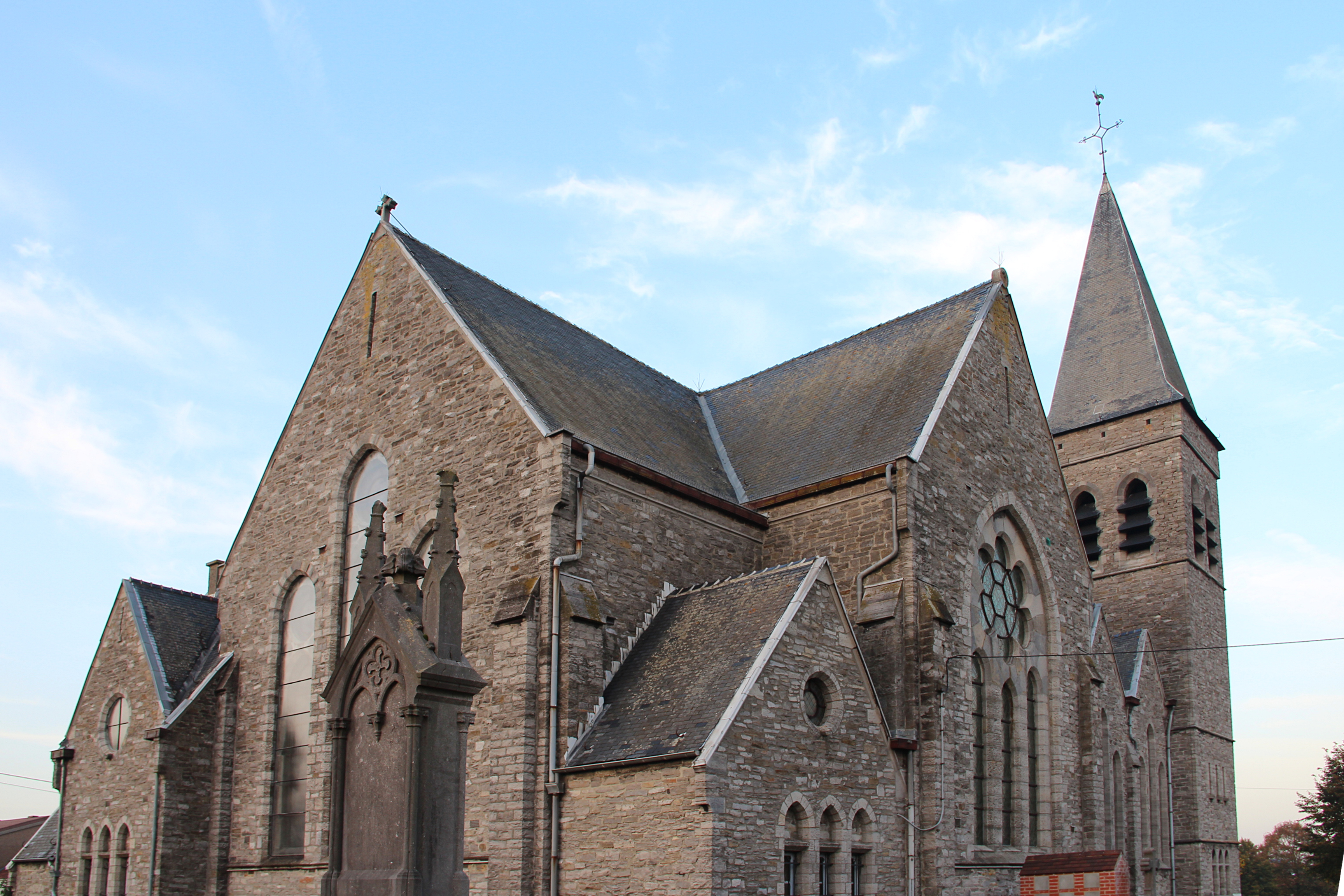
Église Saint-Maur

## Natuur en landschap
De kalksteenwinning in de omgeving leidde tot de bouw van een cementfabriek (Cimenterie Delwart) die in 1881 werd begonnen en in 1962 werd verlaten. De hoogte bedraagt 70 meter. Saint-Maur ligt op een zich naar het zuidwesten uitstrekkende heuvelrug. 

## Demografische ontwikkeling
- Bronnen:NIS, Opm:1831 tot en met 1970=volkstellingen

## Nabijgelegen kernen
Calonne, Doornik, Ere, Wez-Velvain